# Dasychira albibasalis
Dasychira albibasalis är en fjärilsart som beskrevs av Holland 1893. Dasychira albibasalis ingår i släktet Dasychira och familjen tofsspinnare. Inga underarter finns listade i Catalogue of Life.